# Istrana

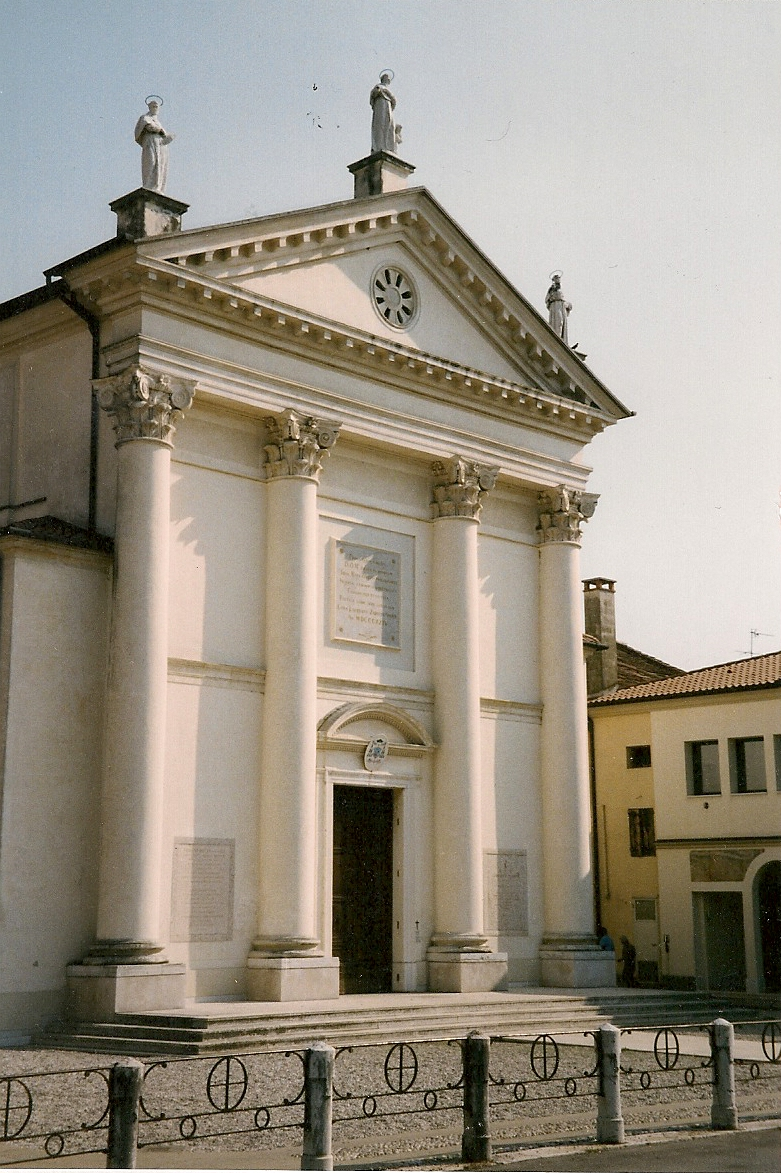
Kerk

Istrana is een gemeente in de Italiaanse provincie Treviso (regio Veneto) en telt 8223 inwoners (31-12-2004). De oppervlakte bedraagt 26,3 km², de bevolkingsdichtheid is 313 inwoners per km².
De volgende frazioni maken deel uit van de gemeente: Sala, Pezzan, Ospedaletto en Villanova.

## Demografie
Istrana telt ongeveer 2809 huishoudens. Het aantal inwoners steeg in de periode 1991-2001 met 12,2% volgens cijfers uit de tienjaarlijkse volkstellingen van ISTAT.
| Jaar | Inwoneraantal |
| ---- | ------------- |
| 1991 | 6916          |
| 2001 | 7763          |

## Geografie
De gemeente ligt op ongeveer 38 m boven zeeniveau.
Istrana grenst aan de volgende gemeenten: Morgano, Paese, Piombino Dese (PD), Trevignano, Vedelago.